# アメリカ合衆国のアニメ映画作品一覧
- アニメーション映画 > アメリカ合衆国のアニメ映画作品一覧

## 作品
※日本で劇場公開、発売あるいは配信された作品を基準とする。

### 20世紀フォックス映画作品
※2019年以降の作品については、「ディズニー映画作品」を参照。

#### 1990年代
- 不思議の森の妖精たち (1994年8月13日)
- アナスタシア (1997年12月20日)

#### 2000年代
- タイタンA.E. (2000年8月12日)
- ページマスター (VHS発売／2001年3月9日)
- モンキーボーン (2001年12月7日)
- アイス・エイジ (2002年8月3日)
- ウェイキング・ライフ (2002年11月16日)
- ロボッツ (2005年7月30日)
- アイス・エイジ2 (2006年4月22日)
- ザ・シンプソンズ MOVIE (2007年12月15日)
- ホートン/ふしぎな世界のダレダーレ (2008年7月12日)
- アイス・エイジ3/ティラノのおとしもの (2009年7月25日)

#### 2010年代
- ファンタスティック Mr.FOX (2011年3月19日)
- アイス・エイジ4/パイレーツ大冒険 (2012年12月7日)
- ブルー 初めての空へ (2013年10月5日)
- クルードさんちのはじめての冒険 (ブルーレイ&DVD発売／2013年11月20日)
- ドラゴンボールZ 神と神 (2013年3月30日)
- ウォーキングwithダイナソー (2013年12月20日)
- ターボ (ブルーレイ&DVD発売／2014年4月23日)
- メアリーと秘密の王国 (2014年10月18日)
- ヒックとドラゴン2 (2015年3月19日)
- ドラゴンボールZ 復活の「F」 (2015年4月18日)
- ブルー2 トロピカル・アドベンチャー (ブルーレイ&DVD発売／2015年7月3日)
- ブック・オブ・ライフ 〜マノロの数奇な冒険〜 (DVD発売／2015年11月6日)
- ペンギンズ FROM マダガスカル ザ・ムービー (2015年11月14日)
- 天才犬ピーボ博士のタイムトラベル (ブルーレイ&DVD発売／2015年12月2日)
- I LOVE スヌーピー THE PEANUTS MOVIE (2015年12月4日)
- ホーム 宇宙人ブーヴのゆかいな大冒険 (ブルーレイ&DVD発売／2016年7月6日)
- カンフー・パンダ3 (Netflix／2016年8月19日)
- アイス・エイジ5/止めろ! 惑星大衝突 (ブルーレイ&DVD発売／2017年3月3日)
- トロールズ (ブルーレイ&DVD発売／2017年8月2日)
- 犬ヶ島 (2018年5月25日)
- フェルディナンド (ブルーレイ&DVD発売／2018年12月12日)
- ドラゴンボール超 ブロリー (2018年12月14日)

### ディズニー映画作品

#### 1950年代
- 白雪姫 (1950年9月26日)
- バンビ (1951年5月18日)
- 南部の唄 (1951年10月19日)
- シンデレラ (1952年3月7日)
- ピノキオ (1952年5月17日)
- ふしぎの国のアリス (1953年8月19日)
- ダンボ (1954年3月12日)
- ファン・アンド・ファンシー・フリー (1954年8月9日)
- ピーター・パン (1955年3月22日)
- ファンタジア (1955年9月23日)
- リラクタント・ドラゴン (1956年3月21日)
- わんわん物語 (1956年8月8日)
- ラテン・アメリカの旅 (1957年3月20日)
- 三人の騎士 (1959年3月10日)

#### 1960年代
- 眠れる森の美女 (1960年7月23日)
- 101匹わんちゃん (1962年7月27日)
- 王様の剣 (1964年7月18日)
- メリー・ポピンズ (1965年12月18日)
- ジャングル・ブック (1968年8月6日)

#### 1970年代
- おしゃれキャット (1972年3月11日)
- ベッドかざりとほうき (1973年3月10日)
- ロビン・フッド (1975年7月19日)
- くまのプーさん 完全保存版 (1977年7月2日)

#### 1980年代
- ビアンカの大冒険 (1981年12月19日)
- きつねと猟犬 (1983年3月12日)
- メイク・マイン・ミュージック (1985年10月21日)
- コルドロン (1986年7月19日)
- メロディ・タイム (1987年1月25日)
- ロジャー・ラビット (1988年12月3日)
- オリビアちゃんの大冒険 (1989年7月22日)

#### 1990年代
- オリバー ニューヨーク子猫ものがたり (1990年7月21日)
- 美女と野獣 (1992年9月23日)
- アラジン (1993年8月7日)
- ナイトメアー・ビフォア・クリスマス (1994年10月15日)
- ライオン・キング (1994年7月23日)
- アラジン ジャファーの逆襲 (1995年4月21日)
- ポカホンタス (1995年7月22日)
- グーフィー・ムービー ホリデーは最高!! (1995年12月16日)
- トイ・ストーリー (1996年3月23日)
- ビアンカの大冒険 ゴールデン・イーグルを救え! (VHS発売／1996年4月19日)
- ノートルダムの鐘 (1996年8月24日)
- ジャイアント・ピーチ (1996年12月14日)
- アラジン完結編 盗賊王の伝説 (1997年3月20日)
- ヘラクレス (1997年7月26日)
- リトル・マーメイド (劇場再公開／1998年2月14日)
- くまのプーさん クリストファー・ロビンを探せ! (1998年8月21日)
- ムーラン (1998年9月26日)
- 美女と野獣 ベルの素敵なプレゼント (1998年11月13日)
- バグズ・ライフ (1999年3月13日)
- ライオン・キング2 シンバズ・プライド (1999年8月26日)
- 美女と野獣 ベルのファンタジーワールド (1999年9月17日)
- ターザン (1999年12月18日)

#### 2000年代
- ファンタジア2000 (2000年1月1日)
- トイ・ストーリー2 (2000年3月11日)
- 史上最強のグーフィー・ムービー Xゲームで大パニック! (2000年5月19日)
- ティガー・ムービー プーさんの贈りもの (2000年7月15日)
- リトル・マーメイドII Return to The Sea (2000年8月31日)
- ミッキーのクリスマスの贈りもの (2000年11月17日)
- ダイナソー (2000年12月9日)
- ラマになった王様 (2001年7月14日)
- 千と千尋の神隠し (2001年7月20日) ※スタジオジブリ制作/日本国内では東宝配給
- わんわん物語II (2001年8月22日)
- アトランティス 失われた帝国 (2001年12月8日)
- モンスターズ・インク (2002年3月2日)
- ノートルダムの鐘II (2002年3月29日)
- シンデレラII (2002年8月7日)
- 101匹わんちゃんII パッチのはじめての冒険 (2002年9月17日)
- くまのプーさん/みんなのクリスマス (2002年11月8日)
- ピーター・パン2 ネバーランドの秘密 (2002年12月21日)
- リロ・アンド・スティッチ (2003年3月8日)
- トレジャー・プラネット (2003年7月12日)
- アトランティス/帝国最後の謎 (2003年7月18日)
- ファインディング・ニモ (2003年12月6日)
- ブラザー・ベア (2004年3月13日)
- ライオン・キング3 ハクナ・マタタ (2004年3月19日)
- くまのプーさん/ルーの楽しい春の日 (2004年4月23日)
- イカボードとトード氏 (2004年5月1日)
- くまのプーさん 完全保存版II ピグレット・ムービー (2004年8月6日)
- ミッキー、ドナルド、グーフィーの三銃士 (2004年9月3日)
- ダックテイル・ザ・ムービー/失われた魔法のランプ (2004年9月18日)
- くまのプーさん/冬の贈りもの (2004年11月5日)
- ポップアップ ミッキー/すてきなクリスマス (2004年11月12日)
- ハウルの動く城 (2004年11月20日) ※スタジオジブリ制作/日本国内では東宝配給
- Mr.インクレディブル (2004年12月4日)
- ムーラン2 (2004年12月17日)
- ホーム・オン・ザ・レンジ にぎやか農場を救え! (2005年2月18日)
- ターザン2 (2005年8月3日)
- リロ・アンド・スティッチ2 (2005年9月7日)
- くまのプーさん/ランピーとぶるぶるオバケ (2005年9月21日)
- くまのプーさん ザ・ムービー/はじめまして、ランピー! (2005年9月21日)
- ジャングル・ブック2 (2005年12月21日)
- チキン・リトル (2005年12月23日)
- ラマになった王様2 クロンクのノリノリ大作戦 (2006年2月22日)
- バンビ2 森のプリンス (2006年6月16日)
- カーズ (2006年7月1日)
- ゲド戦記 (2006年7月29日) ※スタジオジブリ制作/日本国内では東宝配給
- ブラザー・ベア2 (2006年8月23日)
- ライアンを探せ! (2006年12月16日)
- シンデレラIII 戻された時計の針 (2007年2月23日)
- レミーのおいしいレストラン (2007年7月28日)
- きつねと猟犬2 トッドとコッパーの大冒険 (2007年8月3日)
- DISNEY PRINCESS おとぎの国のプリンセス/夢を信じて (2007年9月19日)
- ルイスと未来泥棒 (2007年12月22日)
- 魔法にかけられて (2008年3月14日)
- 崖の上のポニョ (2008年7月19日) ※スタジオジブリ制作/日本国内では東宝配給
- ウォーリー (2008年12月5日)
- ティンカー・ベル (2008年12月23日)
- ボルト (2009年8月1日)
- Disney's クリスマス・キャロル (2009年11月14日)
- カールじいさんの空飛ぶ家 (2009年12月5日)
- ティンカー・ベルと月の石 (2009年12月23日)

#### 2010年代
- プリンセスと魔法のキス (2010年3月6日)
- トイ・ストーリー3 (2010年7月10日)
- 借りぐらしのアリエッティ (2010年7月17日) ※スタジオジブリ制作/日本国内では東宝配給
- 塔の上のラプンツェル (2011年3月12日)
- 少年マイロの火星冒険記3D (2011年4月23日)
- カーズ2 (2011年7月30日)
- ティンカー・ベルと妖精の家 (2011年8月3日)
- くまのプーさん (2011年9月3日)
- ピクシー・ホロウ・ゲームズ 妖精たちの祭典 (2012年5月18日)
- メリダとおそろしの森 (2012年7月21日)
- フランケンウィニー (2012年12月15日)
- ティンカー・ベルと輝く羽の秘密 (2013年1月23日)
- シュガー・ラッシュ (2013年3月23日)
- モンスターズ・ユニバーシティ (2013年7月6日)
- 風立ちぬ (2013年7月20日) ※スタジオジブリ制作/日本国内では東宝配給
- プレーンズ (2013年12月21日)
- アナと雪の女王 (2014年3月14日)
- ティンカー・ベルとネバーランドの海賊船 (2014年5月21日)
- プレーンズ2/ファイアー&レスキュー (2014年7月19日)
- ベイマックス (2014年12月20日)
- ティンカー・ベルと流れ星の伝説 (2015年5月20日)
- インサイド・ヘッド (2015年7月18日)
- アーロと少年 (2016年3月12日)
- ズートピア (2016年4月23日)
- ファインディング・ドリー (2016年7月16日)
- モアナと伝説の海 (2017年3月10日)
- カーズ/クロスロード (2017年7月15日)
- リメンバー・ミー (2018年3月16日)
- インクレディブル・ファミリー (2018年8月1日)
- シュガー・ラッシュ:オンライン (2018年12月21日)
- メリー・ポピンズ リターンズ (2019年2月1日)
- トイ・ストーリー4 (2019年7月12日)
- アナと雪の女王2 (2019年11月22日)

#### 2020年代
- 野性の呼び声 (2020年2月28日)
- スパイ in デンジャー (Disney+／2020年7月10日)
- 2分の1の魔法 (2020年8月21日)
- ソウルフル・ワールド (Disney+／2020年12月25日)
- ラーヤと龍の王国 (2021年3月5日)
- あの夏のルカ (Disney+／2021年6月18日)
- ロン 僕のポンコツ・ボット (2021年10月22日)
- ミラベルと魔法だらけの家 (2021年11月26日)
- 私ときどきレッサーパンダ (Disney+／2022年3月11日)
- バズ・ライトイヤー (2022年7月1日)
- ボブズ・バーガーズ ザ・ムービー（英語版） (2022年7月15日)
- ストレンジ・ワールド/もうひとつの世界 (2022年11月23日)

#### 公開前の作品
- マイ・エレメント (2023年8月4日)
- ウィッシュ (2023年12月15日)

### メトロ・ゴールドウィン・メイヤー映画作品
- マイロのふしぎな冒険 (1970年)
- ニムの秘密 (1986年7月25日)
- 天国から来たわんちゃん（1993年4月21日）
- ペンギン物語〜きらきら石のゆくえ〜（1995年6月10日）
- 天使のわんちゃん チャーリーとイッチー（VHS発売／1996年11月1日）
- おもちゃの国を救え!（1998年11月20日）
- アーサーとミニモイの不思議な国（2007年9月22日）
- ロックン・ルール（2010年12月3日）
- 名探偵シャーロック・ノームズ（ブルーレイ&DVD発売／2018年8月8日）
- アダムス・ファミリー（2020年9月25日）
- ミッシング・リンク 英国紳士と秘密の相棒 (2020年11月13日)
- アダムス・ファミリー2 アメリカ横断旅行! (2022年1月28日)

### パラマウント映画作品

#### 1940年代
- ガリバー旅行記 (1948年4月13日)

#### 1950年代
- バッタ君町に行く (1951年1月24日)

#### 1970年代
- シャーロットのおくりもの (1973年8月25日)
- がんばれ!スヌーピー (1977年7月16日)

#### 1980年代
- スヌーピーとチャーリー・ブラウン ヨーロッパの旅 (劇場未公開)

#### 1990年代
- ハリエットのスパイ大作戦 (VHS発売／1997年12月17日)
- グッド・バーガー (1998年7月24日)
- ラグラッツ・ムービー (1999年12月23日)

#### 2000年代
- サウスパーク/無修正映画版 (2000年8月12日)
- ビーバス＆バットヘッド DO AMERICA (2000年9月22日)
- ラグラッツのパリ探検隊 (2002年4月20日)
- ヘイ・アーノルド! ムービー (2003年10月24日)
- ワイルド・ソーンベリーズ ムービー (2003年10月24日)
- クール・ワールド (DVD発売／2004年3月26日)
- ジミー・ニュートロン 僕は天才発明家! (VHS&DVD発売／2004年11月26日)
- ラグラッツのGOGOアドベンチャー (VHS&DVD発売／2004年11月26日)
- スポンジ・ボブ/スクエアパンツ ザ・ムービー (2006年4月22日)
- 森のリトル・ギャング (2006年8月5日)
- マウス・タウン ロディとリタの大冒険 (2006年10月22日)
- バーンヤード (2006年12月12日)
- シュレック3 (2007年6月30日)
- ベオウルフ/呪われし勇者 (2007年12月1日)
- ビー・ムービー (2008年1月26日)
- カンフー・パンダ (2008年7月26日)
- マダガスカル2 (2009年3月14日)
- モンスターVSエイリアン (2009年7月11日)

#### 2010年代
- ヒックとドラゴン (2010年8月7日)
- シュレック フォーエバー (2010年12月18日)
- カンフー・パンダ2 (2011年8月19日)
- ランゴ (2011年10月22日)
- タンタンの冒険/ユニコーン号の秘密 (2011年12月1日)
- 長ぐつをはいたネコ (2012年3月17日)
- マダガスカル3 (2012年8月1日)
- ガーディアンズ 伝説の勇者たち (DVD発売／2013年11月22日)
- メガマインド (アマゾン／2014年3月5日)
- スポンジ・ボブ 海のみんなが世界を救Woo! (2015年5月16日)
- リトルプリンス 星の王子さまと私 (2015年11月21日)
- アノマリサ (ブルーレイ&DVD発売／2016年6月3日)
- キャプチャー・ザ・フラッグ 月への大冒険! (DVD発売／2016年7月6日)
- モンスタートラック (ブルーレイ&DVD発売／2017年6月7日)
- 名探偵シャーロック・ノームズ (ブルーレイ&DVD発売／2018年8月8日)
- みんなあつまれ! ワンダーパーク (DVD発売／2019年10月9日)

#### 2020年代
- ソニック・ザ・ムービー (2020年6月26日)
- スポンジ・ボブ: スポンジ・オン・ザ・ラン (Netflix／2020年11月5日)
- パウ・パトロール ザ・ムービー (2021年8月20日)
- ラウド・ハウス・ムービー (Netflix／2021年8月20日)
- でっかくなっちゃった赤い子犬 僕はクリフォード (2022年1月22日)
- モンスターズ・リーグ (アマゾン／2022年4月13日)
- ソニック・ザ・ムービー/ソニック VS ナックルズ (2022年8月19日)

### ソニー映画作品

#### 1960年代
- 近眼のマグー千一夜物語 (1960年3月18日)
- わんぱく王子の大蛇退治 (1963年3月24日)
- クマゴローの大冒険 ヨギ・ベア物語 (1965年7月17日)

#### 1970年代
- ジャックと豆の木 (1974年7月20日)

#### 1980年代
- ヘビー・メタル (1982年3月20日)

#### 1990年代
- アメリカン・ポップ (1996年1月20日)

#### 2000年代
- 白鳥ルイの夢みるトランペット (2001年)
- メトロポリス (2001年5月26日)
- ファイナルファンタジー (2001年9月15日)
- カウボーイビバップ 天国の扉 (2001年9月1日)
- 東京ゴッドファーザーズ (2003年11月8日)
- スチームボーイ (2004年7月17日)
- ベルヴィル・ランデブー (2004年12月18日)
- パプリカ (2006年11月25日)
- オープン・シーズン (2006年12月9日)
- モンスター・ハウス (2007年1月13日)
- サーフズ・アップ (2007年12月15日)
- ペルセポリス (2007年12月22日)
- バイオハザード ディジェネレーション (2008年10月18日)
- くもりときどきミートボール (2009年9月19日)
- 戦場でワルツを (2009年11月28日)

#### 2010年代
- イリュージョニスト (2011年3月26日)
- 鬼神伝 (2011年4月29日)
- スマーフ (2011年9月9日)
- アーサー・クリスマスの大冒険 (2011年11月23日)
- タンタンの冒険/ユニコーン号の秘密 (2011年12月1日)
- ザ・パイレーツ! バンド・オブ・ミスフィッツ (2012年8月24日)
- モンスター・ホテル (2012年9月29日)
- バイオハザード ダムネーション (2012年10月27日)
- スマーフ2 アイドル救出大作戦! (2013年8月16日)
- くもりときどきミートボール2 フード・アニマル誕生の秘密 (2013年12月28日)
- バード・ストーリー (DVD発売／2014年7月2日)
- モンスター・ホテル2 (2016年2月20日)
- KINGSGLAIVE FINAL FANTASY XV (2016年7月9日)
- レッドタートル ある島の物語 (2016年9月17日)
- アングリーバード (2016年10月1日)
- ソーセージ・パーティー (2016年11月4日)
- バイオハザード: ヴェンデッタ (2017年5月27日)
- スマーフ スマーフェットと秘密の大冒険 (2017年10月7日)
- スターシップ・トゥルーパーズ レッドプラネット (2018年2月17日)
- 絵文字の国のジーン (2018年2月17日)
- ピーターラビット (2018年5月18日)
- ザ・スター はじめてのクリスマス (DVD発売／2018年10月3日)
- モンスター・ホテル クルーズ船の恋は危険がいっぱい?! (2018年10月19日)
- スパイダーマン:スパイダーバース (2019年3月8日)

#### 2020年代
- アングリーバード2 (2020年1月31日)
- ミッチェル家とマシンの反乱 (Netflix／2021年4月30日)
- ウィッシュ・ドラゴン (Netflix／2021年6月11日)
- ピーターラビット2/バーナバスの誘惑 (2021年6月25日)
- ビーボ (Netflix／2021年8月6日)
- モンスター・ホテル 変身ビームで大パニック! (Amazonプライムビデオ／2022年1月14日)
- スパイダーマン:アクロス・ザ・スパイダーバース (2023年6月16日)

### ユニバーサル映画作品

#### 1960年代
- ピノキオの宇宙大冒険 (1968年12月19日)

#### 1980年代
- アメリカ物語 (1987年8月1日)
- リトルフット (1989年3月18日)

#### 1990年代
- スペースファミリー/ジェットソンズ (1991年8月1日)
- アメリカ物語2/ファイベル西へ行く (1992年7月25日)
- 雪の女王 (1993年8月7日)
- 恐竜大行進 (1994年8月20日)
- バルト (1996年8月10日)
- アンツ (1998年11月14日)
- プリンス・オブ・エジプト (1999年7月24日)

#### 2000年代
- エル・ドラド 黄金の都 (2001年6月16日)
- チキンラン (2001年4月14日)
- シュレック (2001年12月15日)
- スピリット (2003年4月19日)
- シュレック2 (2004年5月19日)
- シャーク・テイル (2005年3月5日)
- シンドバッド 7つの海の伝説 (2005年7月22日)
- マダガスカル (2005年8月13日)
- ウォレスとグルミット 野菜畑で大ピンチ! (2006年3月18日)
- おさるのジョージ (2006年7月22日)
- 腰抜けヒーロー大冒険!! (2008年6月21日)

#### 2010年代
- コララインとボタンの魔女 (2010年2月19日)
- 9 〜9番目の奇妙な人形〜 (2010年5月8日)
- 怪盗グルーの月泥棒 3D (2010年10月29日)
- おさるのジョージ2/ゆかいな大冒険! (DVD発売／2010年11月3日)
- イースターラビットのキャンディ工場 (2011年8月19日)
- ロラックスおじさんの秘密の種 (2012年10月6日)
- ねずみの騎士デスペローの物語 (DVD発売／2012年12月5日)
- パラノーマン ブライス・ホローの謎 (2013年3月29日)
- 怪盗グルーのミニオン危機一発 (2013年9月21日)
- ミニオンズ (2015年7月31日)
- ペット (2016年8月11日)
- KUBO/クボ 二本の弦の秘密 (2017年11月18日)
- ラチェット&クランク THE MOVIE (DVD発売／2017年1月6日)
- SING/シング (2017年3月17日)
- 怪盗グルーのミニオン大脱走 (2017年7月21日)
- ボス・ベイビー (2018年3月21日)
- ボックストロール (ブルーレイ&DVD発売／2018年6月2日)
- スーパーヒーロー・パンツマン (ブルーレイ&DVD発売／2018年6月6日)
- グリンチ (2018年12月14日)
- ペット2 (2019年7月26日)
- エセルとアーネスト ふたりの物語 (2019年9月28日)
- ヒックとドラゴン 聖地への冒険 (2019年12月20日)

#### 2020年代
- スノーベイビー (ブルーレイ&DVD発売／2020年6月3日)
- アダムス・ファミリー (2020年9月25日)
- トロールズ ミュージック★パワー (2020年10月2日)
- ボス・ベイビー ファミリー・ミッション (2021年12月17日)
- クルードさんちのあたらしい冒険 (ブルーレイ&DVD発売／2021年12月22日)
- スピリット 未知への冒険 (ブルーレイ&DVD発売／2021年12月22日)
- SING/シング: ネクストステージ (2022年3月18日)
- ミニオンズ フィーバー (2022年7月15日)
- バッドガイズ (2022年10月7日)
- 長ぐつをはいたネコと9つの命 (2023年3月17日)
- ザ・スーパーマリオブラザーズ・ムービー (2023年4月28日)

#### 公開前の作品
- FLY!/フライ! (2024年3月15日)

### ワーナー・ブラザース映画作品

#### 1960年代
- 秘密兵器リンペット (1964年8月19日)

#### 1980年代
- ヘイ・グッド・ルッキン (1982年)
- ロジャー・ラビット (1988年12月3日)
- オリビアちゃんの大冒険 (1989年7月22日)

#### 1990年代
- オリバー ニューヨーク子猫ものがたり (1990年7月21日)
- リトル・マーメイド (1991年7月20日)
- ぞうのババール (1991年12月21日)
- 美女と野獣 (1992年9月23日)
- おやゆび姫 サンベリーナ (1994年12月23日)
- スワン・プリンセス/白鳥の湖 (1995年3月25日)
- ペンギン物語〜きらきら石のゆくえ〜 (1995年6月10日)
- セントラルパークの妖精 (VHS発売／1995年10月6日)
- スペース・ジャム (1997年4月26日)
- キャッツ・ドント・ダンス (1997年)
- 劇場版ポケットモンスター ミュウツーの逆襲 (1998年7月18日)
- 魔法の剣 キャメロット (1998年11月14日)
- 劇場版ポケットモンスター 幻のポケモン ルギア爆誕 (1999年7月17日)

#### 2000年代
- アイアン・ジャイアント (2000年4月15日)
- 劇場版ポケットモンスター 結晶塔の帝王 ENTEI (2000年7月8日)
- バットマン/マスク・オブ・ファンタズム (DVD発売／2000年8月11日)
- サウスパーク/無修正映画版 (2000年8月12日)
- ページマスター (VHS発売／2001年3月9日)
- 王様と私 (DVD発売／2002年3月8日)
- パワーパフガールズ・ムービー (2002年8月3日)
- バクテリア・ウォーズ (2002年12月5日)
- リトル・ポーラ・ベア/しろくまラルス 新しい冒険 (DVD発売／2004年3月19日)
- ルーニー・テューンズ:バック・イン・アクション (2004年3月27日)
- 遊☆戯☆王デュエルモンスターズ 光のピラミッド (2004年8月13日)
- ポーラー・エクスプレス (2004年11月27日)
- アントブリー (2006年10月7日)
- スキャナー・ダークリー (2006年12月9日)
- ハッピー フィート (2007年3月17日)
- ベオウルフ/呪われし勇者 (2007年12月1日)
- ミュータント・タートルズ -TMNT- (ブルーレイ&DVD発売／2008年2月8日)
- スター・ウォーズ/クローン・ウォーズ (2008年8月23日)
- サマーウォーズ (2009年8月1日)

#### 2010年代
- 劇場版 銀魂 新訳紅桜篇 (2010年4月24日)
- ガフールの伝説 (2010年10月1日)
- イリュージョニスト (2011年3月26日)
- ヨギ & ブーブー わんぱく大作戦 (2011年4月2日)
- ハッピー フィート2 踊るペンギンレスキュー隊 (2011年11月26日)
- 劇場版 魔法少女まどか☆マギカ (2012年10月6日／2012年10月13日／2013年10月26日)
- 劇場版 とある魔術の禁書目録 -エンデュミオンの奇蹟- (2013年2月23日)
- 劇場版 銀魂 完結篇 万事屋よ永遠なれ (2013年7月6日)
- LEGO ムービー (2014年3月21日)
- ナッツジョブ 〜サーリー&バディのピーナッツ大作戦!〜 (2015年2月21日)
- サミーとシェリー2 僕らの脱出大作戦 (ブルーレイ&DVD発売／2015年8月5日)
- アクセル・ワールド INFINITE∞BURST (2016年7月23日)
- バットマン: キリングジョーク (ブルーレイ発売／2016年8月10日)
- コウノトリ大作戦! (2016年11月3日)
- モンスターストライク THE MOVIE はじまりの場所へ (2016年12月10日)
- ひるね姫 〜知らないワタシの物語〜 (2017年3月18日)
- レゴバットマン ザ・ムービー (2017年4月1日)
- レゴニンジャゴー ザ・ムービー (2017年9月30日)
- バットマン&ハーレイ・クイン (ブルーレイ発売／2017年11月8日)
- スモールフット (2018年10月12日)
- レゴ ムービー 2 (2019年3月29日)
- レイン・オブ・ザ・スーパーメン (2019年4月17日)

#### 2020年代
- 弱虫スクービーの大冒険 (DVD発売／2020年12月9日)
- トムとジェリー (2021年3月19日)
- スペース・プレイヤーズ (2021年8月27日)
- DC がんばれ!スーパーペット (2022年8月26日)

## その他の作品
- めめしいアヒルの子
- 指輪物語